# Holm-klassen
Holm-klasssen består af seks fartøjer, som blev bygget i perioden 2005 til 2008. De seks enheder er den eneste af Søværnet skibsklasser som indgår i alle søværnets tre eskadre (1.ESK, 2.ESK og 3.ESK).
Skibene er anskaffet som erstatning for tidligere søopmålingsfartøjer, torpedoindbjærningsfartøjer og andre specialfartøjer. Holmklassen blev designet samtidig med Diana-klassen (MK-II) med udgangspunkt i søværnets minerydningsdroner MSF-klassen. Designmæssige er ligheden mellem MSF-klassen og Holm-klassen meget tydelig .

## Data og teknik
De seks fartøjer af Holm-klassen er alle navngivet efter forskellige holme rundt om i dansk farvand. Forinden klassebetegnelsen Holm-klassen, var de seks fartøjer døbt til at hedde MK-I. Navnet hænger sammen med Diana-klassen, som også først blev døbt og stadig kaldes MK-II.
| Pnt. | Navn     | Køllagt | Søsat            | Indgået          | Navngivet af                                     | Skæbne   | Kaldesignal |
| ---- | -------- | ------- | ---------------- | ---------------- | ------------------------------------------------ | -------- | ----------- |
| A541 | Birkholm | -       | 10 december 2005 | 27 januar 2006   | Farvandsdirektør Svend Eskildsen                 | Operativ | OUGO        |
| A542 | Fyrholm  | -       | 5 august 2006    | 21 december 2006 | -                                                | Operativ | OUGQ        |
| A543 | Ertholm  | -       | 25 marts 2006    | 8 maj 2006       | -                                                | Operativ | OUGP        |
| A544 | Alholm   | -       | 6 januar 2007    | 7 februar 2007   | Direktør for Miljøstyrelsen, Ole Christiansen    | Operativ | OUGR        |
| MSD5 | Hirsholm | -       | 5 maj 2007       | 29 maj 2007      | Direktør for Beredskabsstyrelsen Frederik Schydt | Operativ | OVEA        |
| MSD6 | Saltholm | -       | 3 november 2007  | 28 marts 2008    | Rigspolitichef Torsten Hesselbjerg               | Operativ | OVEB        |

Projektet med Holm-klassen begyndte i 1999, hvor Søværnet fik bevilget midler til to nye, mindre skibstyper. De to typer blev Holm-klassen og Diana-klassen. Det første fartøj af Holm-klassen, A541 Birkholm, blev søsat i 2005. Fartøjerne er bygget til at kunne løse mange forskellige opgaver til søs, og de seks fartøjer er efterfølgende blevet modificeret til at passe brugerne bedre (se afsnit: Opgaver i søværnet) . Skibene kan sejles med en besætning på bare tre mand, men kan underbringe op til 10 personer, hvilket gør anvendelsesmulighederne mange. Fartøjerne er udstyret med to hovedmotorer på 375 kW, hvilket giver en topfart på 12 knob. Fremdrivningen sker ved to azimuth-propeller, som er placeret agter, og en bovpropel. Denne konstellation gør fartøjerne yderst manøvredygtige og til gode arbejdsfartøjer.
Fartøjerne er udstyret med en enkelt StanFlex containerposition på agterdækket, hvori der kan placeres en kran-, opbevaring- eller miljøcontainer. Disse containere har dimensionerne 3,5 × 3 × 2,5 meter. Der vil også kunne isættes våbencontainere, dog vil deres funktionalitet være begrænset, da der blandt andet vil mangle en ildledelsesradar.

## Opgaver i søværnet
De seks fartøjer af Holm-klassen opererer under alle de tre eskadrer i Danmark, omkring Færøerne og tidligere ved Grønland. De løser en lang række forskellige opgaver. Men foruden de specifikke opgaver, som knyttes til de forskellige eskadrer, løser Holm-Klassen, nogle implicitte opgaver:
- Eftersøgnings- og redningstjeneste
- Suverænitetshåndhævelse
- Deltagelse i udførelsen af istjeneste
- Yde støtte til sikker afvikling af skibstrafik
- Hjælp og assistance til politiet, SKAT, redningsberedskabet, m.fl.
- Maritim miljøovervågning, -håndhævelse og forureningsbekæmpelse i dansk farvand

### Holm-Klassen i 1.ESK
A541 Birkholm og A542 Fyrholm anvendes som søopmålingsskibe i 1. ESK. Besætning om bord er på seks mand, med mulighed for fire medsejlere. Disse to enheder er malet i farverne orangerød og creme, da deres opgaver primært er af civil karakter. Skibene er fysisk placeret på Flådestation Frederikshavn. De to fartøjer foretager opmåling af havbunden med en flerstrålet ekkolod og side scan sonar som bruges til at forbedre eller skabe opmålingsgrundlaget for søkort i Danmark og Grønland, og tidligere omkring Færøerne. Birkholm er blevet isforstærket i skrogets vandlinje, således at fartøjet bedre kan sejle i isfyldte farvande ved Grønland. I dag anvendes dog udelukkende fartøjer af Knud Rasmussen-klassen omkring Grønland 

### Holm-Klassen i 2.ESK
MSD5 Hirsholm og MSD6 Saltholm hører under MCM Danmark (MCM DK) i 2.ESK. Besætning er på otte mand under minerydningsoperationer. De to fartøjer er malet i søværnets klassiske grå farve. De to fartøjer er også fysisk placeret på Flådestation Frederikshavn da MCM DK også ligger i på flådestationen. MSD står for MineStrygningsDrone. Det var tiltænkt at de to MSD´er skulle sejle som fjernstyrede droner i områder med høj risiko fra søminer. Systemet hvorved man kunne fjernstyrer enhederne, er dog efterfølgende blevet afmonteret. MCM DK har dog stadig MSF-Klassen som kan fjernstyres. Minerne findes med en sonar, som trækkes under havoverfladen. Sonarbillederne sendes automatisk og gennemgås på et andet fartøj (MSD eller større enhed) for at lokalisere eventuelle miner. Ved erkendelse af en mine eller andet interessant objekt, dirigeres et dronefartøj hen i nærheden af objektet med en undervandsrobot, der også har et kamera installeret. Hvis det er en mine, bliver den sprængt med en ladning sprængstof fra undervandsrobotten(Søværnet Minerydningskapacitet).

### Holm-Klassen i 3.ESK
A543 Ertholm og A544 Alholm fungerer som skoleskibe for kadetter i DIV 33. Besætningen er på fem mand og fire kadetter som skifter løbende. Skibene er fysisk placeret på Flådesation Korsør og er meget ofte på Marinestation Holmen, for at være tæt på kadetterne fra Søværnets officerskole, som ligger ved Svanemøllen. De to skoleskibes primære opgave er, at sejle med og uddanne kadetter fra Søværnets Officersskole. Ombord på Ertholm og Alholm skal kadetterne lære alt fra basal sømandskab til, hvordan man navigerer optisk og med hjælp fra de forskellige navigationssystemer. De bliver undervist om bord, og skal også lære om broorganisation og ledelse i praksis på et af søværnets enheder. Kadetterne kommer ud på skoleskibene over flere omgange under deres uddannelse. Først under to grundlæggende brotjeneste moduler, så på et navigationstogt og sidst på vagtcheftogt.